# 13 août 1953
Le jeudi 13 août 1953 est le 225e jour de l'année 1953.

## Naissances
- Bernard Lesaing, photographe français
- Carla Bodendorf, athlète allemande
- Carmen Posadas, romancière uruguayenne
- Dana Schoenfield, nageuse américaine
- Jean-Paul Paloméros, militaire français
- Joaquim Carvalho, cycliste portugais
- Karol Semik, éducateur polonais
- Kristalina Georgieva, économiste bulgare
- Michael Kenney, musicien américain
- Peter Folco, hockeyeur sur glace canadien
- Philippe Bouchet, malacologiste français
- Ron, chanteur italien
- Thomas Pogge, philosophe allemand

## Décès
- Dimitri Arakichvili (né le 7 mars 1873), compositeur d'origine géorgienne
- Edmond Duysters (né le 26 mars 1871), homme politique belge
- Géza Nagy (né le 29 décembre 1892), joueur d'échecs hongrois
- Khalil Sakakini (né le 23 janvier 1878), poète palestinien
- Ryszard Ordynski (né le 5 octobre 1878), réalisateur polonais
- William James Major (né le 10 novembre 1881), homme politique canadien